# Gondenans-Montby
Gondenans-Montby är en kommun i departementet Doubs i regionen Bourgogne-Franche-Comté i östra Frankrike. Kommunen ligger i kantonen Rougemont som tillhör arrondissementet Besançon. År 2022 hade Gondenans-Montby 163 invånare.

## Befolkningsutveckling
Antalet invånare i kommunen Gondenans-Montby
Referens:INSEE